# 国際青年年記念 ALL TOGETHER NOW

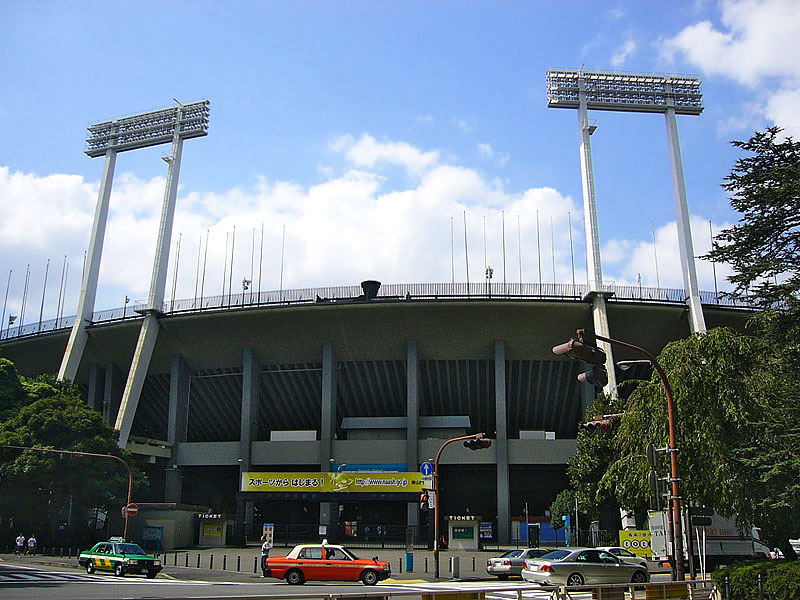
「国際青年年記念 ALL TOGETHER NOW」が行われた国立競技場

国際青年年記念 ALL TOGETHER NOW（こくさいせいねんねんきねん オール トゥゲザー ナウ）は、1985年6月15日に国立競技場にて行われた大規模なジョイントコンサート。正式名称は『国際青年年記念 ALL TOGETHER NOW by LION』（こくさいせいねんねんきねん オール トゥゲザー ナウ バイ ライオン）。
主催：日本民間放送連盟/国際青年の年推進協議会、後援：国際青年年事業推進会議/文部省/労働省/郵政省、協賛：ライオン。

## 概要
国際連合にて1985年に採択された「国際青少年年」を記念し、1985年6月15日に国立競技場にて行われた大規模なジョイントコンサート。大規模ロック・フェスティバルの草分けとされる。『週刊明星』（集英社）1985年5月2日号に「日本版『ウッドストック』がついに実現！日本の音楽シーン史上始まって以来の超ビッグ・イベントが開かれる」と記述されている。同じく開催を伝える『シティロード』（エコー企画・西アド）1985年5月号には「日本の主だったニューミュージック系アーティストがこの日はみんな国立競技場に集まるといっても過言ではない」「スローガンは『参加』『開発』『平和』」「ベテランアーティストが多いのに"国際青年年"というのは何か妙な感じ」などと書かれている。
当時、第一線で活躍していたミュージシャンが一堂に会して行われた。観客動員数は63,000人。チケット予約2万件。ライブ時間4時間半。総予算3～4億円と言われている。
国立競技場を本格的な音楽イベントとして使用した最初のケースである（国立競技場）。同会場をコンサート会場として使用する際には、天然芝の保護など規制が厳しいといわれるが、日本民間放送連盟主催というお墨付きがあったため審査をパスしたといわれる。

## 開催の経緯
1982年に小田和正が"日本グラミー賞"を作ろうと奔走して、吉田拓郎や松任谷由実や矢沢永吉、さだまさし、松山千春、加藤和彦らを集めて飲み会をしたことが前史。この時、小田が亀渕昭信にも構想を話したことが本コンサートの開催に繋がっているという。その後も小田と吉田が中心になって"日本グラミー賞"構想は進められていたが、放送局の壁や色んな利害関係があって実現出来ず、1985年になってこの年が「国際青年年」なので、音楽の力で何かやれないかと日本民間放送連盟が提案、小田と吉田がリーダーシップを執って本コンサートの開催が実現した。
1983年11月22日深夜、翌日40歳になる小室等を祝うため、渋谷のカフェバーに小室、吉田拓郎、小田和正、井上陽水、北山修、杉田二郎、かまやつひろしらが集まった。40歳を目前に控える拓郎と北山修を中心に議論が白熱したのが「日本で何故ウッドストックがなかったのか」だった。勿論これまで日本でも大規模コンサートは開催されてはいたが、ウッドストックの観客40万人は桁違いで、日本もようやく"音楽世代"と呼ばれる層が出てきたことから「10万人規模のコンサートをやれないか」がこの日も大きなテーマになった。
南こうせつは自身の発案と述べており、「当時、アフリカの子どもたちの飢餓救済のために、イギリスやアメリカの大物アーティストが垣根を越えて大きなコンサートをやるらしい、という話を聞き、日本でもアーティストが集まってワクワクするベネフィットコンサートができないものかと思い、すぐに拓郎に話を持ちかけた。彼は『いいね、それ』と乗ってくれた」、それで南がユーミンや加藤和彦、財津和夫ら、知り合いのミュージシャンに声をかけ、「実はこういう企画があって、日本民間放送連盟が協賛したいっていうんだけど、どう思うって聞いた。そうしたらユーミンが『私たちはラジオから出てきたから、それはOK。でも一夜限りのコンサートでテレビ放送はしない』という条件を出し、夢のコンサートが実現した」と話している。
松任谷正隆は「元々、亀渕昭信さんが国立競技場での最初のイベントをユーミン単独でやろうとしたもので、僕が日本民間放送連盟主催で行うなら、ユーミン単独ではなく、たくさんのミュージシャンを集めたイベントにしようと提案した。それで僕と亀渕さんで出演者を選び、各ラジオ局のスタッフが持つパイプを使って交渉を進めた。『今だから』の競作も僕のアイデアで、由美さんは『何でこの人たちと?』と言っていた…自身はユーミン色を出さないようにと裏方に徹し、リハーサルなどの現場には一度も行かず、コンサート当日もスタンドから観た」などと述べている。

## 演出
当時、民放ラジオ局64社の制作演出部会長だった亀渕昭信は「すべてステージの演出はミュージシャン任せ。彼らひとりひとりが極秘にその演出を考えたものです。全員が一緒にやりたいという理由で参加してくれました」と話した。司会進行役は自ら買って出た吉田拓郎。拓郎は「これだけのアーティストが一堂に会するんだから楽屋は大騒ぎだ。いろんな連中とセッションして、みんながアッと驚くようなことをやるつもりだ」、ユーミンは「自分でも予想もつかない興奮が味わえそう」、南こうせつは「大活躍している日本のミュージシャン同士がいつか一緒のステージでプレイできないものかというのはボクの夢でした。これはお客さんとボクらの新たな出発でもあるんです」、イルカは「ニューミュージックって少数派でしょ。昔はみんなで集まらないと主張できなかったけど、今はみんなが一人歩きするようになってしまった。こうせつさんや拓郎さんとも、よく飲んでいるときに昔のようにやれたらネと話してたんです。こうせつさんは終わった後の宴会まで考えているんですよ。みんなとやれるなんて懐かしいわ」、武田鉄矢は「当日は裏方に徹してお祭り気分を盛り上げる」と話した。
競技場のグラウンドの中心には8つの円形ステージがステージ下にレールを敷いた状態で放射状に設けられ、各ステージでは出演するミュージシャン毎に使用される楽器を配置、その8つのステージを使用する出演者がステージに上がる（上がった）際にそのステージがレールにより真ん中に移動され演奏が行われた。なお、このイベントに使われたマイクは300本以上、アンプも200台。
当時の国立競技場は、1席毎に座席が分かれていないブロックもあったため、チケットは一旦ブロック指定にて発売され、そのブロック指定券を公演当日の開場時刻前にブロック毎の列指定席券と交換し、その列指定席券に指定された列の座席にて観客はコンサートを鑑賞した。
メインMC（総合司会）は吉田拓郎。加藤和彦からはっぴいえんどから新人をコントロール出来る存在は吉田拓郎しかいない。これは絶妙の人選といえた。
はっぴいえんどとサディスティック・ミカ・バンド（ヴォーカルは松任谷由実）の再結成の他、吉田拓郎、オフコース、佐野元春、サザンオールスターズ、さだまさし、南こうせつ、チェッカーズ、THE ALFEE、山下久美子、坂本龍一、武田鉄矢、財津和夫、イルカ、白井貴子、アン・ルイス、ラッツ&スターらが出演し、再現は不可能な顔ぶれが揃った。これらのメンバーは当時は「ニューミュージック系アーティスト」と一緒くたに呼ばれていた。藤井フミヤは「とにかく小田（和正）さんの声がすごかった」「人が多過ぎてあまり緊張しなかった」「吉田拓郎さんとオフコースの組み合わせはすごかった。声の質が違うのに、この2組がよく一緒にやったなと思った」などと述べている。

## 評価
吉田拓郎、オフコースから始まり、はっぴいえんど、松任谷由実を経由してトリが佐野元春、飛び入りゲストがサザンオールスターズという演奏順で世代交代を象徴する流れだったため、後に細野晴臣か大瀧詠一のどちらかが「ニューミュージックの葬式」などと揶揄したとされる。このイベントの評価は「歴史に残り一大イベント」と評価する声もある反面、「総花的でまとまりがない」という評価もある。
ジョイントコンサート自体は古くからあり珍しくはないが、当時既にビッグネームだったアーティストが一堂に会したという点が特筆される。これは「バンド・エイド」や「USAフォー・アフリカ」の影響がある。エンディングで歌われた「ALL TOGETHER NOW」は、主なシンガーが次々ソロパートを歌う「バンド・エイド」や「USAフォー・アフリカ」式で歌唱された。

## 出演者及び演奏曲
名前の後ろに※印が付いている出演者は、当初出演者として告知されなかったシークレットゲスト。
- メインMC（総合司会）：吉田拓郎
- 1stステージ / 吉田拓郎・オフコース
演奏曲

1. お前が欲しいだけ（吉田拓郎）
2. Yes-No（オフコース）

- 2ndステージ / ALFEE
演奏曲

1. ジェネレーション・ダイナマイト
2. 鋼鉄の巨人
3. 星空のディスタンス
  - 坂崎幸之助は「星空のディスタンス」の演奏中に、『6月19日LP発売』と書かれたプラカードを持って競技場のトラックを一周した。

- 3rdステージ / アン・ルイス、ラッツ&スター
演奏曲

1. アクエリアス〜レット・ザ・サンシャイン・イン（フィフス・ディメンションのカバー）
2. 君の友だち（ダニー・ハサウェイのカバー）

- 4thステージ / 山下久美子、白井貴子
演奏曲

1. こっちをお向きよソフィア（山下久美子）
2. So Young（山下久美子）
3. ロックンロール・ウィドウ（白井貴子、山口百恵のカバー）
4. 今夜はイッツ・オール・ライト（白井貴子）
5. Chance!（白井貴子）

- 白井のバックコーラスには渡辺美里が、ギターにはVOW WOWの山本恭司が参加。

- 番外編
演奏曲

1. 贈る言葉（武田鉄矢、海援隊のセルフカバー）
  - 「贈る言葉」の前には、「ラジオ体操」が行われた。
2. まんまる（さだまさし・イルカ・南こうせつ、さだまさしのカバー）
3. 愛する人へ（さだまさし・イルカ・南こうせつ、南こうせつのカバー）
4. すべてがラブ・ソング（さだまさし・イルカ・南こうせつ、イルカのカバー）
5. 秋桜（さだまさし）
6. なごり雪（イルカ、かぐや姫のカバー）
7. 神田川（南こうせつ、かぐや姫のカバー）

- 5thステージ / チューリップ、つのだ☆ひろ、ブレッド&バター、チェッカーズ※
演奏曲

1. 涙のリクエスト（チェッカーズ）
  - 財津和夫が巨大なピアノを演奏しながら、バンドのメンバー全員で「涙のリクエスト」をアカペラで披露し、その後巨大なピアノからチェッカーズが登場した。
2. 心の愛（スティーヴィー・ワンダーのカバー）

- 6thステージ / はっぴいえんど
演奏曲

1. 12月の雨の日
2. 風をあつめて
3. 花いちもんめ
4. さよならアメリカ、さよならニッポン

- このときの演奏は、後にライブアルバム『THE HAPPY END』にて発売された。

- 7thステージ / サディスティック・ユーミン・バンド（松任谷由実、加藤和彦、高中正義、高橋幸宏、後藤次利、坂本龍一）、小田和正、財津和夫
演奏曲

1. DOWNTOWN BOY（松任谷由実）
2. MERRY CHRISTMAS MR.LAWRENCE（坂本龍一）〜シンガプーラ（加藤和彦）〜京城音楽 (SEOUL MUSIC)（イエロー・マジック・オーケストラ）〜渚・モデラート（高中正義）〜THE BREAKING POINT（後藤次利）
  - 以上5曲はメドレーで演奏
3. タイムマシンにおねがい（サディスティック・ミカ・バンド）
4. 今だから（松任谷由実・小田和正・財津和夫）

- 8thステージ / 佐野元春 with the Heart Land、サザンオールスターズ※
演奏曲

1. Young Bloods（佐野元春）
2. New Age（佐野元春）
3. Happy Man（佐野元春）
4. 悪魔とモリー（ミッチー・ライダーとデトロイト・ホイールズのカバー）〜マネー（バレット・ストロングのカバー)〜ツイスト・アンド・シャウト（アイズレー・ブラザーズのカバー）
  - 以上3曲はメドレーで演奏
5. ユーヴ・リアリー・ゴッタ・ホールド・オン・ミー（ミラクルズのカバー）
6. 夕方 Hold On Me（サザンオールスターズ）

- 佐野元春が3曲演奏後にサザンオールスターズを紹介し、その後は共に演奏を行った。また「Young Bloods」は、国際青年年記念テーマソング。

- エンディング / 出演者全員
演奏曲

1. ALL TOGETHER NOW（作詞:小田和正/作曲:吉田拓郎/編曲:坂本龍一）[注 4]。　
  - 薬師丸ひろ子が出演し、吉田拓郎に花束を贈呈した[4]。

## エピソード
- 出演者同志の横の繋がりはほとんどなく、個性の強いミュージシャンの集まりで、必ずしも仲がいいとはいえず[12]、松任谷由実は「亀渕さんから最初に話を聞いたが、その後間が空き、男連中で話を進めていたようで、次に企画側と吉田拓郎さんや高中ら20人くらいでホテルニューオータニに集まったのだが、この男連中がまだグジャグジャ揉めるので、私がキレて『あんたたちはっきりしなさいよ! やるんならやる、やらないならやらないで時間取ってもしょうがないよ』と怒鳴りつけて、ようやくやることに決まった」と話している[15]。
- 松任谷、小田、財津和夫名義でリリースされたシングル『今だから』のプロモーションになるから「ウチは協力できない」とミュージシャンを出さないプロダクションもあった[23]。井上陽水は「みんなとやるのはテレ臭い」[8]、松山千春とRCサクセションは「スケジュール調整の都合」という理由で不参加[8]。今でこそこのようなイベントは普通に行われるが、藤井フミヤは出演依頼があった時、「趣旨がよく分からない」と言っていたといい[13]、若いミュージシャンの中に批判する者も多かった[13]。
- 打ち上げの席に何故か観客で来ていた小泉今日子が呼ばれ、坂本龍一や高中正義は目尻をタレ下げっ放し[24]。延々続いた打ち上げに最後まで残ったのがやっぱり吉田拓郎とユーミンで、大御所二人に最後まで付き合ったのが藤井フミヤ[24]。フミヤはユーミンから「10年やるのよ。10年やらなきゃダメよ。10年やらなきゃ分からないから」などと言い諭され、ここで見事に舎弟関係が成立した[24]。
- このイベントの基となった"日本グラミー賞"構想は、小田和正が2001年にテレビ番組『クリスマスの約束』（TBSテレビ）として形を変えて実現し、2024年まで[注 5]放送された[注 6]。

## 放送
ライブの模様は後日、全民間放送AM・FM・短波局で放送された。

### 1985年
- 64局で、1985年6月29日・30日、7月6日・7日何れかの日の任意の時間に2時間の特別番組として放送された[25]。

### 2013年
- その後、ライブを収録した秘蔵音源が見つかり、2013年4月から始まる“ラジオ再価値化プロジェクト”の第1弾として、2013年5月4日・5日の何れかで全民間放送AM・FM・短波100社で特別番組『ALL TOGETHER NOW 2013 by LION』（オール トゥゲザー ナウ にせんじゅうさん バイ ライオン）として放送された[5][注 7]。パーソナリティはAM・ラジオNIKKEI版は藤井フミヤと坂本美雨、FM版は星野源が担当。AM・ラジオNIKKEI版、FM版の両方に松任谷由実、FM版には佐野元春がゲスト出演した。またAM・ラジオNIKKEI版AMに吉田拓郎、小田和正、財津和夫がコメント出演、FM版に吉田拓郎、佐野元春、亀渕昭信がコメント出演した。なおJFN系列局では、2013年5月4日 22:00 - 22:55（本来放送している「EXILE EX-PRESS」を休止）に放送した。（○の局は1985年版当時未開局だったため、2013年版が初放送となった局[注 8]）。

#### 北海道・東北エリア
| 放送局                                | 放送時間          | 備考                                                                      |
| ------------------------------------- | ----------------- | ------------------------------------------------------------------------- |
| 北海道放送 （HBC、JRN/NRN）           | 5日 11:00 - 12:00 | レギュラー番組の「あの街ツアーズ!!」を休止                                |
| STVラジオ （NRN）                     | 5日 18:00 - 19:00 | レギュラー番組の「喜瀬ひろしのぞっこん!どんと歌謡曲」を休止。             |
| エフエム北海道 （AIR-G'、JFN）        | 4日 22:00 - 22:55 |                                                                           |
| FM NORTH WAVE○ （JFL）                | 5日 20:00 - 21:00 | レギュラー番組の「BRAND-NEW TUNE」は短縮。                                |
| 青森放送 （RAB、JRN/NRN）             | 5日 09:00 - 10:00 | レギュラー番組の「全国こども電話相談室・リアル!」（TBSラジオ）は休止      |
| エフエム青森○ （AFB、JFN）            | 4日 22:00 - 22:55 |                                                                           |
| IBC岩手放送 （IBC、JRN/NRN）          | 5日 11:00 - 12:00 | レギュラー番組の「鈴木康博 メインストリートを突っ走れ!」は休止            |
| エフエム岩手○ （JFN）                 | 4日 22:00 - 22:55 |                                                                           |
| 秋田放送 （ABS、JRN/NRN）             | 5日 14:00 - 15:00 | レギュラー番組の「中村こずえのみんなでニッポン日曜日!第2部」を休止        |
| エフエム秋田 （AFM、JFN）             | 4日 22:00 - 22:55 |                                                                           |
| 東北放送 （TBC、JRN/NRN）             | 5日 20:00 - 21:00 | レギュラー番組の「Love Music」を休止                                      |
| エフエム仙台 （Date fm、JFN）         | 4日 22:00 - 22:55 |                                                                           |
| 山形放送 （YBC、JRN/NRN）             | 4日 19:00 - 20:00 | レギュラー番組の「THE BEATLES 10」（ラジオ日本）を休止                    |
| エフエム山形○ （Rhythm Station、JFN） | 4日 22:00 - 22:55 |                                                                           |
| ラジオ福島 （rfc、JRN/NRN）           | 4日 14:00 - 15:00 | レギュラー番組の「みのもんたのウィークエンドをつかまえろ」は14:00飛び降り |
| ふくしまFM○ （JFN）                   | 4日 22:00 - 22:55 |                                                                           |

#### 関東エリア
| 放送局                              | 放送時間          | 備考 |
| ----------------------------------- | ----------------- | --- |
| TBSラジオ （JRN）                   | 5日 20:00 - 21:00 | レギュラー番組の「菊地成孔の粋な夜電波」は短縮、「エンタメエクスプレス」は休止                                 |
| 文化放送 （QR、NRN）                | 4日 20:00 - 21:00 | 「文化放送ホームランナイターSET UPスペシャル」を、自社向けとネット局向けで別内容として、自社向け版の枠内で放送 |
| ニッポン放送 （LF、NRN）            | 4日 13:00 - 14:00 | レギュラー番組の「ズーム そこまで言うか!」は短縮                                                               |
| アール・エフ・ラジオ日本 （独立局） | 4日 21:00 - 22:00 | レギュラー番組の「日本満喫☆たびロード」・「勝ちパチ7Z」は休止。                                                |
| ラジオNIKKEI （短波放送）           | 4日 22:00 - 23:00 | ※関東エリアの局ではあるが、事実上全国で聴取可能な唯一の放送                                                    |
| TOKYO FM （JFN）                    | 4日 22:00 - 22:55 | |
| J-WAVE○ （JFL）                     | 4日 21:00 - 21:54 | レギュラー番組の「THE PLAYERS」は休止                                                                          |
| Inter FM○ （MegaNet）               | 4日 10:35 - 11:30 | レギュラー番組の「Music Mix」は休止、「Route761」は短縮                                                        |
| FMヨコハマ○ （独立局）              | 5日 20:00 - 21:00 | レギュラー番組の「M ARENA」は休止                                                                              |
| BAYFM○ （独立局）                   | 5日 21:00 - 22:00 | レギュラー番組の『安倍なつみ「あなたに会えたら」』は休止                                                       |
| NACK5○ （独立局）                   | 4日 20:00 - 21:00 | レギュラー番組の「SPO-NOW」は放送時間短縮。                                                                    |
| 茨城放送 （IBS、NRN）               | 5日 20:00 - 21:00 | レギュラー番組の「サンデーミュージックアワー」は休止。                                                         |
| 栃木放送 （CRT、NRN）               | 5日 10:00 - 11:00 | レギュラー番組「さんさんサンデー」に内包（ただし『三宅裕司のサンデーヒットパラダイス』（ニッポン放送）は休止） |
| RADIO BERRY○ （エフエム栃木、JFN）  | 4日 22:00 - 22:55 | |
| FMぐんま○ （JFN）                   | 4日 22:00 - 22:55 | |

#### 中部エリア
| 放送局                                  | 放送時間          | 備考 |
| --------------------------------------- | ----------------- | --- |
| 山梨放送 （YBS、JRN/NRN）               | 5日 10:00 - 11:00 | レギュラー番組の「かけひきバンバン」・「シネマJUMBO」は休止。                                            |
| FM FUJI○ （独立局）                     | 4日 19:00 - 19:55 | レギュラー番組の「STUDIUM-ROCK!!」は短縮。                                                               |
| 新潟放送 （BSN、JRN/NRN）               | 5日 10:00 - 11:00 | レギュラー番組の「三宅裕司のサンデーヒットパラダイス」（ニッポン放送）は休止                             |
| エフエムラジオ新潟○ （FM-NIIGATA、JFN） | 4日 22:00 - 22:55 | |
| FM PORT○ （独立局）                     | 4日 17:00 - 18:00 | レギュラー番組の「ECHIGORIAN」（再）は休止                                                               |
| 信越放送 （SBC、JRN/NRN）               | 5日 15:00 - 16:00 | レギュラー番組の「関根勤のスポパラ」・「井筒とマツコ 禁断のラジオ」（文化放送）は休止                    |
| FM長野○ （JFN）                         | 4日 22:00 - 22:55 | |
| 北日本放送 （KNB、JRN/NRN）             | 5日 20:00 - 21:00 | レギュラー番組の「鈴木康博のメインストリートを突っ走れ!」は休止。                                        |
| FMとやま （JFN）                        | 4日 22:00 - 22:55 | |
| 北陸放送 （MRO、JRN/NRN）               | 4日 16:00 - 17:00 | 「伊東四朗・吉田照美 親父熱愛」（文化放送）は休止                                                        |
| エフエム石川○ （HELLO FIVE、JFN）       | 4日 22:00 - 22:55 | |
| 福井放送 （FBC、JRN/NRN）               | 5日 16:00 - 17:00 | |
| FM福井 （JFN）                          | 4日 22:00 - 22:55 | |
| 静岡放送 （SBS、JRN/NRN）               | 5日 09:00 - 10:00 | |
| 静岡エフエム放送 （K-mix、JFN）         | 4日 22:00 - 22:55 | |
| CBCラジオ （CBC、JRN）                  | 5日 19:00 - 20:00 | 「菊地成孔の粋な夜電波」（TBSラジオ）は休止                                                              |
| 東海ラジオ放送 （SF、NRN）              | 4日 13:00 - 14:00 | レギュラー番組の「商売繁盛てんてこまい」・「歌うラジオショッピング」は休止。                             |
| 岐阜放送 （ぎふチャン、独立局）         | 4日 11:00 - 12:00 | レギュラー番組の「ネットワーク探偵団」（ニッポン放送）、「僕たちフォーク世代」、「J-POP アゲイン」は休止 |
| FM AICHI （JFN）                        | 4日 22:00 - 22:55 | |
| ZIP-FM○ （JFL）                         | 5日 20:00 - 21:00 | |
| 岐阜エフエム放送○ （Radio80、JFN）      | 4日 22:00 - 22:55 | |
| 三重エフエム放送 （radio cube、JFN）    | 4日 22:00 - 22:55 | |

#### 近畿エリア
| 放送局                                  | 放送時間          | 備考                                                                                      |
| --------------------------------------- | ----------------- | ----------------------------------------------------------------------------------------- |
| KBS京都ラジオ KBS滋賀ラジオ （NRN）     | 5日 12:00 - 13:00 | レギュラー番組の「三宅祐司のサンデーヒットパラダイス」（ニッポン放送）は休止              |
| α-STATION○ （エフエム京都、独立局）     | 5日 20:00 - 21:00 | レギュラー番組の「IN THE GROOVE」は休止。                                                 |
| e-radio○ （エフエム滋賀、JFN）          | 4日 22:00 - 22:55 |                                                                                           |
| 朝日放送 （ABC、JRN/NRN）               | 5日 20:00 - 21:00 | レギュラー番組の「Cheers!」は休止                                                         |
| 毎日放送 （MBS、JRN/NRN）               | 4日 19:00 - 20:00 |                                                                                           |
| ラジオ大阪 （NRN）                      | 4日 17:00 - 18:00 | レギュラー番組の「青木和雄の土曜がいちばん!」は短縮、「ミュージック・アベニュー」は休止。 |
| FM大阪 （JFN）                          | 4日 22:00 - 22:55 |                                                                                           |
| FM802○ （JFL）                          | 5日 19:00 - 19:55 | レギュラー番組の「SUPER J-HITS RADIO」は短縮。                                            |
| FM COCOLO○ （MegaNet）                  | 4日 17:00 - 17:55 | レギュラー番組の「SATURDAY AFTERNOON DELIGHT」は短縮。                                    |
| ラジオ関西 （CRK、独立局）              | 5日 16:00 - 17:00 | レギュラー番組の「大爆笑!ラジ関寄席」は休止。                                             |
| 兵庫エフエム放送○ （Kiss FM KOBE、JFN） | 4日 22:00 - 22:55 |                                                                                           |
| 和歌山放送 （wbs、JRN/NRN）             | 5日 12:00 - 13:00 | レギュラー番組の「ラジオカフェ」は休止。                                                  |

#### 中国・四国エリア
| 放送局                        | 放送時間          | 備考                                                                                        |
| ----------------------------- | ----------------- | ------------------------------------------------------------------------------------------- |
| 山陰放送 （BSS、JRN/NRN）     | 5日 17:00 - 18:00 | レギュラー番組の「ANOKORO」（再）、「ネットワーク探偵団」（ニッポン放送）は休止。           |
| エフエム山陰○ （V-air、JFN）  | 4日 22:00 - 22:55 |                                                                                             |
| 山口放送 （KRY、JRN/NRN）     | 5日 13:00 - 14:00 | レギュラー番組の「中村こずえのみんなでニッポン日曜日!」（ニッポン放送）は休止。             |
| エフエム山口○ （FMY、JFN）    | 4日 22:00 - 22:55 |                                                                                             |
| 中国放送 （RCC、JRN/NRN）     | 5日 09:00 - 10:00 | レギュラー番組の「うららか日曜日」は休止。                                                  |
| 広島エフエム放送 （HFM、JFN） | 4日 22:00 - 22:55 |                                                                                             |
| 山陽放送 （RSK、JRN/NRN）     | 5日 22:00 - 23:00 | レギュラー番組の「白井静雄のラジオふるさと便」（文化放送）は休止。                          |
| FM岡山○ （JFN）               | 4日 22:00 - 22:55 |                                                                                             |
| 西日本放送 （RNC、JRN/NRN）   | 5日 12:00 - 13:00 | レギュラー番組の「志の輔・シゲルのてるてるシゲシゲ」（KNBラジオ）、「千花の散歩道」は休止。 |
| エフエム香川○ （JFN）         | 4日 22:00 - 22:55 |                                                                                             |
| 南海放送 （RNB、JRN/NRN）     | 4日 19:00 - 20:00 | レギュラー番組「オールド・ファッションド・プログラム」は休止。                              |
| エフエム愛媛 （JFN）          | 4日 22:00 - 22:55 |                                                                                             |
| 四国放送 （JRT、JRN/NRN）     | 4日 16:30 - 17:30 | レギュラー番組の「鈴木康博のメインストリートを突っ走れ!」は休止。                           |
| FM徳島○ （JFN）               | 4日 22:00 - 22:55 |                                                                                             |
| 高知放送 （RKC、JRN/NRN）     | 5日 15:00 - 16:00 | レギュラー番組の「ワローのこれはどうかな?」（再）は休止。                                   |
| エフエム高知○ （Hi-Six、JFN） | 4日 22:00 - 22:55 |                                                                                             |

#### 九州・沖縄エリア
| 放送局                                     | 放送時間          | 備考                                                                           |
| ------------------------------------------ | ----------------- | ------------------------------------------------------------------------------ |
| RKB毎日放送 （RKB、JRN）                   | 4日 19:30 - 20:30 | レギュラー番組の「イケイケ! ラジオシティ!」は休止。                            |
| 九州朝日放送 （KBC、NRN）                  | 4日 18:00 - 19:00 |                                                                                |
| FM FUKUOKA （JFN）                         | 4日 22:00 - 22:55 |                                                                                |
| cross fm○ （JFL）                          | 4日 17:00 - 17:55 | レギュラー番組の「weekend jazz」は休止。                                       |
| ラブエフエム国際放送○ （LOVE FM、MegaNet） | 5日 21:00 - 22:00 | レギュラー番組の「オトヨリミチ」は休止。                                       |
| NBCラジオ佐賀 （長崎放送、JRN/NRN）        | 5日 20:00 - 21:00 | レギュラー番組の「白井静雄のラジオふるさと便」（文化放送）は休止。             |
| FMS○ （エフエム佐賀、JFN）                 | 4日 22:00 - 22:55 |                                                                                |
| 長崎放送 （NBC、JRN/NRN）                  | 5日 20:00 - 21:00 | レギュラー番組の「白井静雄のラジオふるさと便」（文化放送）は休止。             |
| エフエム長崎 （JFN）                       | 4日 22:00 - 22:55 |                                                                                |
| 熊本放送 （RKK、JRN/NRN）                  | 5日 22:00 - 22:59 | レギュラー番組の「青春グラフィティ」は休止。                                   |
| エフエム熊本○ （FMK、JFN）                 | 4日 22:00 - 22:55 |                                                                                |
| 大分放送 （OBS、JRN/NRN）                  | 5日 19:00 - 20:00 | レギュラー番組の「菊地成孔の粋な夜電波」（TBSラジオ）は休止。                  |
| FM大分○ （JFN）                            | 4日 22:00 - 22:55 |                                                                                |
| 宮崎放送 （MRT、JRN/NRN）                  | 5日 09:00 - 10:00 | レギュラー番組の「三宅祐司のサンデーヒットパラダイス」（ニッポン放送）は休止。 |
| エフエム宮崎 （JOY FM、JFN）               | 4日 22:00 - 22:55 |                                                                                |
| 南日本放送 （MBC、JRN/NRN）                | 5日 19:00 - 20:00 | レギュラー番組の「菊地成孔の粋な夜電波」（TBSラジオ）は休止。                  |
| μFM○ （エフエム鹿児島、JFN）               | 4日 22:00 - 22:55 |                                                                                |
| 琉球放送 （RBC、JRN）                      | 5日 15:00 - 16:00 | レギュラー番組の「ホリデー・イン・ポップス21」は短縮。                         |
| ラジオ沖縄 （ROK、NRN）                    | 5日 22:00 - 23:00 | レギュラー番組の「Pop Pop!」は休止。                                           |
| FM沖縄 （JFN）                             | 4日 22:00 - 22:55 |                                                                                |